# Aigües Artés (Orpí)
Les Aigües Artés és una obra d'Orpí (Anoia) inclosa a l'Inventari del Patrimoni Arquitectònic de Catalunya.

## Descripció
Construcció de planta rectangular amb afegits posterior. De tres pisos i portal d'entrada adovellat. Sembla que està adossat a un antic molí paperer.

## Història
Està situada a peu de carretera, sota el veïnat de Can Bou i al costat de la riera de Carme. Subministra aigua a Igualada amb una mitjana de 850m3 per dia.